# Naissance en 924
Naissance
- 920
- 921
- 922
- 923
- 924
- 925
- 926
- 927
- 928

Cette page dresse une liste de personnalités nées au cours de  l'année 924 :
- Gao Baoxu (en), roi du Nanping.
- Đinh Bộ Lĩnh, né sous le nom Đinh Tiên Hoàng, premier empereur du Đại Cồ Việt (ancêtre du Viêt Nam).
- Erus (en), évêque de Lugo.
- Li Jingda (en), prince impérial des Cinq Dynasties et des Dix Royaumes.
- Fujiwara no Koretada, membre du clan japonais des Fujiwara, dont il est l'un des régents.
- Fujiwara no Yoritada, membre du clan Fujiwara et régent.

## Crédit d'auteurs
- Cet article est partiellement ou en totalité issu de l'article intitulé « 924 » (voir la liste des auteurs).